# Blériot-SPAD S.510
Il Blériot-SPAD S.510 era un monomotore da caccia biplano prodotto dall'azienda francese Blériot Aéronautique negli anni trenta.
Ultimo caccia in configurazione biplana realizzato in Francia, venne impiegato operativamente dall'Armée de l'air e, durante la guerra civile spagnola, dalla Escuadrilla Internacional integrata nella Fuerzas Aéreas de la República Española.

## Storia del progetto
Nel 1930, quando oramai il legier Chasse "Jockey" detto anche Plan Caquot, programma per la realizzazione di un caccia leggero, venne giudicato un insuccesso, per ovviare alla necessità di sostituire il parco velivoli oramai inadeguato il Service technique de l'aéronautique (STAé) emise una specifica C1, relativa cioè ad un nuovo modello da caccia monoposto. I requisiti, già espressi nel 1928, erano relativi ad un velivolo dotato di ottima visibilità, cellula con coefficiente di robustezza pari a 16, velocità massima raggiungibile di almeno 327 km/h a 3 500 m ed un armamento comprendente due mitragliatrici Vickers calibro 7,7 mm costruite su licenza dalla Manufacture d'Armes de Châtellerault (MAC). Una modifica successiva, datata 26 gennaio 1931, specificava la necessità di utilizzare un motore aeronautico con una cilindrata tra i 26 ed i 30 L dotato di compressore meccanico portando la velocità massima a 350 km/h a 4 000 m.
Al concorso risposero le principali aziende aeronautiche nazionali che presentarono non meno di 10 progetti, concretizzatisi in 12 diversi prototipi, quasi tutti disegnati attorno all'Hispano-Suiza 12Xbrs, un 12 cilindri a V da 26 L in grado di erogare una potenza pari a 650 hp (485 kW) alla quota di 4 500 m (14 765 ft), scelto per la sua dimostrata affidabilità e contenuta superficie frontale rispetto ai modelli allora disponibili.
La Blériot-SPAD affidò il progetto al suo ufficio tecnico che, sotto la supervisione dell'ingegnere André Herbemont, disegnò un velivolo dall'impostazione convenzionale ma di costruzione interamente metallica (acciaio e duralluminio), caratterizzato dalla velatura biplana con ali collegate da un singolo montante interalare per lato.
Il primo prototipo, identificato come S.510.01, venne portato in volo per la prima volta il 6 gennaio 1933, quindi inviato davanti alla commissione esaminatrice dell'esercito francese, dove si rivelò dotato di ottima agilità e buona velocità di salita, oltre ad avere altre buone caratteristiche: ottenne così un ordine di 60 esemplari, che prestarono servizio nell'aeronautica francese.

## Tecnica
Il caccia S.510 era una macchina monoposto e biplana, con carrello fisso e abitacolo aperto, di concezione tradizionale. La sua progettazione risaliva alle macchine della prima guerra mondiale, quando esistevano i noti caccia "esploratori SPAD". Rispetto a questi, l'S.510 era simile in dimensioni, ma molto più pesante e meglio costruito, con potenza e prestazioni incrementate. Era realizzato sia con elementi innovativi che tradizionali: la fusoliera era, per esempio, interamente in metallo, con una parte posteriore costituita da un solo pezzo in duralluminio.
Le ali erano di scheletro metallico, con una copertura in tela verniciata. Erano di uguale apertura alare, sia la superiore che l'inferiore, cosa in genere assai rara a trovarsi, ancora più strano se si considera che l'ala superiore era non diritta ma a freccia, in modo da avere la sezione centrale più avanti rispetto al pilota, con solo un piccolo "ritaglio" nel bordo d'uscita per ricavare lo spazio per il pilota. Questi era munito di un piccolo parabrezza, con un sedile dotato di una piccola carenatura a gobba; il pilota poteva disporre, cosa assolutamente in anticipo sui tempi, di un sistema radiotrasmittente, con due antenne. La maggiore era posta sull'ala ed era la più alta, la minore era dietro l'abitacolo. Le ali avevano una struttura assai semplice, con una struttura di sostegno ad "I" con una sola trave ben carenata al centro e con quattro tiranti metallici di sostegno. L'ala superiore era leggermente avanzata rispetto a quella inferiore e due corte travi la collegavano alla fusoliera. Tutte e quattro le semiali avevano un alettone che consentiva di manovrare assieme alle superfici di coda.
Il carrello era di tipo tradizionale, con tre elementi fissi, di cui i due anteriori erano carenati "a goccia" molto accentuata, con un singolo sostegno dalla sezione, a sua volta molto sottile, tendente al minor valore di resistenza. L'elemento posteriore era solo un pattino di metallo. A proposito della coda, essa era dotata di una caratteristica struttura "a foglia", con una marcata punta superiore da dove la parte fissa dava il cambio ad una speculare parte mobile, il timone verticale.
Il motore era la principale novità, assieme alla struttura della fusoliera in metallo, rispetto ai tipi della Grande Guerra: era un motore Hispano-Suiza con 12 cilindri a V, azionante un'elica lignea a passo fisso, con una piccola carenatura. Il radiatore era incluso nella struttura del muso, con un disegno che faceva pensare ad un motore radiale.
Infine l'armamento era costituito da quattro e non più due armi di piccolo calibro, due nella parte superiore del muso, due sotto l'ala inferiore. Esse avevano anche una cadenza maggiore rispetto a quella delle mitragliatrici di piccolo calibro. Non vi erano invece predisposizione per bombe alari, nemmeno di piccolo calibro, a differenza di tanti altri apparecchi dell'epoca, essenzialmente perché non richiesta dalla specifica.

## Impiego operativo
Il piccolo S.510 era apparso 6 mesi dopo i Dewoitine e non aveva un futuro concreto, perché si cominciavano ad intravedere le potenzialità dei velivoli monoplani una volta superati i molti problemi di messa a punto tecnica e concettuale. Il primo volo avvenne nel gennaio 1933. Gli ultimi due esemplari costruiti avevano un motore Hispano-Suiza 12Xcrs con cannone da 20 mm al suo interno. Questo era ottenuto con il sacrificio delle due mitragliatrici di fusoliera, il che riduceva l'autonomia di fuoco del velivolo, con una mitragliera che per giunta aveva problemi di affidabilità.
I piloti gradivano molto volare con l'S.510 che riusciva, piccolo com'era, a superare di ben 13 km/h a 5 000 m anche il D.501 monoplano: lo Spad era però molto aerodinamico e non aveva il radiatore esterno; inoltre aveva un basso carico alare.
La velocità di 380 km/h era molto elevata per un biplano, a maggior ragione se si considera che era ottenuta a 5 000 m, quando il Fiat C.R.32 raggiungeva i 355–375 km/h (il valore più basso per il tipo con 2 armi da 7,7 mm aggiuntive) a 3 000 m, e poi perdeva potenza, fino a volare a 7000 m a poco oltre 160 km/h.
La tangenza dell'S.510 era di 3000 metri maggiore, superando i 10000 m: questo richiedeva al pilota di avere almeno un respiratore per l'ossigeno, dotazione probabilmente standard per queste macchine. La potenza di fuoco era simile a quella dei Gloster Gladiator inglesi e verosimilmente era ben utilizzabile nei combattimenti aerei, in cui spesso vi erano solo pochi attimi per inquadrare il bersaglio sul reticolo di puntamento.
Il carico alare era, per il velivolo francese, di appena 75 kg/m² e il rapporto potenza-peso di circa 2,5 kg/cavallo, ottimi valori per l'epoca e migliori di quelli del C.R.32.
Non ci furono scontri diretti tra queste macchine durante la guerra civile spagnola, dopo che la Francia si ritirò ben presto dal fornire aiuti ai repubblicani.
L'S.510 andò in carico a molte unità di combattimento, specie considerando il piccolo numero prodotto, mai esportato in altri paesi. Prestò servizio in 10 squadriglie, probabilmente non in simultanea. Fino al 1937 venne impiegato in unità di prima linea, ma alla fine del 1938 venne messo in carico a reparti da caccia regionali e di seconda linea, e non si sa se combatté mai contro i tedeschi Messerschmitt Bf 109, anche se è noto che alcuni esemplari erano in carico nel 1940 nei soli reparti dell'Africa del Nord.
In volo, l'S.510 era valido e agile, ma con qualche inconveniente da tenere presente. Infatti da un lato la velocità ascensionale era eccellente, mentre in picchiata il velivolo presentava uno dei suoi soli limiti, quello di avere un problema di alimentazione per il motore durante le picchiate ripide con forti accelerazioni. Un altro problema era anche più serio, perché il velivolo era dotato di un carrello assai debole e pertanto poteva romperlo in caso di atterraggio duro o in terreni accidentati, pertanto questa fase critica di volo doveva essere condotta con molta attenzione. In caso di cappottamenti, la macchina proteggeva abbastanza bene il pilota.
Comparata con il vecchio SPAD S.XIII del 1918, l'ultima macchina biplana francese era caratterizzata dalle seguenti differenze: dimensioni di 8,84 contro 8,02 di apertura alare; lunghezza 7,1 m contro 6,02 m; altezza 3 m contro 2,3. Le dimensioni erano simili, ma il peso, a causa della struttura metallica e del motore era di 1255–1680 kg contro appena 565–820 kg nonostante la superficie alare di 22 m² contro 21.
La differenza in potenza del motore era però di elevatissimo valore, con 690 hp contro 220. La differenza in prestazioni era di enorme valore, con 215 km/h a 2000 m contro 380 a 5000, salita a 5000 m in 4,75 minuti contro 6,5 per arrivare ad appena 2000 m. La tangenza di 10600 m era anche ben diversa rispetto ai 6600 dello SPAD XIII, mentre la potenza di fuoco era di circa 4 volte maggiore avendo il doppio di armi pari calibro, e più rapide nel tiro di almeno due volte.
In sostanza, il caccia S.510, apparentemente simile ai tipi della Grande Guerra, aveva un motore molto più potente, che gli dava un livello di prestazioni totalmente diverso, con una velocità orizzontale di circa 110 m/s rispetto ai 60 dello SPAD XIII, che per quanto veloce per i suoi tempi, dava ancora l'impressione di "galleggiare" nell'aria piuttosto che volarvi attraverso, specialmente con venti contrari di un certo livello. Con 40 km/h di venti contrari, per esempio, una velocità di crociera di 160 km/h si riduceva a 120, mentre per lo SPAD S.510 riusciva ancora ad andare, misurato al suolo, a circa 280. Ecco perché è sbagliato comparare, solo perché entrambi biplani, apparecchi della prima guerra mondiale invece che i più prestanti apparecchi degli anni trenta, che competevano persino con i primi monoplani di tipo moderno.
L'S.510 prestò servizio nell'Armée de l'air (60), e, secondo alcune fonti, nello svolgimento della guerra civile spagnola nelle file della repubblicana Fuerzas Aéreas de la República Española in forza alla Escuadrilla Internacional (15-27?).

## Varianti
S.510.01
primo prototipo.
S.510
versione di serie dotata di motorizzazione Hispano-Suiza 12Xbrse armamento offensivo consistente in 4 mitragliatrici MAC 1934 da 7,5 mm, realizzato in 60 esemplari.
S.710
sviluppo, con abitacolo chiuso e carrello retrattile, ma soggetto a fenomeni irrisolvibili di flutter (che non furono mai risolti e determinarono la perdita del prototipo testato in volo con la morte del pilota) rimasto a livello di prototipo.
Produzione totale (compresi i prototipi): 61

## Utilizzatori
Francia
- Armée de l'air
  - Patrouille de France

 Spagna
- Fuerzas Aéreas de la República Española
  - Escuadrilla Internacional